# Северная сказка
«Северная сказка» — советский рисованный мультипликационный фильм 1979 года, поставленный режиссёром Расой Страутмане Творческим объединением «Экран».

## Сюжет
Сюжет основан на фольклоре народов Севера.
Добрая и трудолюбивая мать троих детей с утра до вечера была занята домашними заботами, а её трое сыновей играли целый день и совсем не хотели ей помогать. Однажды мама заболела, но дети так были увлечены игрой в оленя, что даже не обратили на это внимания. А когда вечером они вернулись домой, то увидели, что мама превратилась в птицу и улетела.

## Создатели
- Автор сценария: Александр Тимофеевский
- Режиссёр: Раса Страутмане
- Художник-постановщик: Игорь Медник
- Композитор: Борис Чайковский
- Оператор: Владимир Милованов
- Звукооператор: Виталий Азаровский
- Художники-мультипликаторы: Наталья Базельцева, Кирилл Малянтович, Константин Романенко, Семён Петецкий, Игорь Самохин, Владимир Спорыхин
- Художники: Татьяна Кузьмина, В. Лопухова, Татьяна Степанова, Ирина Дегтярёва, Жанна Корякина, Галина Черникова, Наталия Дмитриева, Ирина Балова
- Вокальные партии: Ирина Ардавова
- Роли озвучивали:
  - Алла Покровская — Мама севера
  - Георгий Бурков — Собака
  - Мария Виноградова — Раз мальчика севера
  - Маргарита Корабельникова — Два мальчика севера
  - Людмила Гнилова — Три мальчика севера
- Текст от автора: Рогволд Суховерко
- Монтажёр: Марина Трусова
- Редактор: В. Ходорковская
- Директор: Е. Бобровская

## Видеоздания
Мультфильм неоднократно переиздавался на DVD в сборниках мультфильмов:
- «Чудеса под Новый год» (распространитель «МАГНАТ»).
- «К Новому году» (распространитель «Видеосинтез»).